# 바람부는 날이면 압구정동에 가야한다
"바람부는 날이면 압구정동에 가야한다"(영어: On a windy day, we should go to Apkujeong Dong)는 1993년에 개봉한 대한민국의 영화이며 당초 1992년 7월 크랭크인하는 한편 10월 국내 개봉 예정이었으나 마땅한 주연 여배우를 찾지 못하여 1993년 1월 22일로 개봉일이 변경됐다.

## 줄거리
시인이자 8미리 영화를 습작하며 싸구려 무협소설로 생활하는 영훈(홍학표 분)은 고향 하나대와 번창하는 압구정동 사이에서 번민하는 연약한 예술가이다. 결혼 얘기를 꺼내며 부담을 주는 대학 동창 혜진(엄정화 분)과의 만남은 그런 영훈에게 권태와 속박을 줄뿐, 오히려 영훈은 압구정동이라는 매혹의 세계로 성큼 다가선다. 어느날 자신이 만드는 8미리 소형영화의 주연배우를 찾던 영훈은 사촌 여동생 영미의 소개로 혜진을 알게 되는데, 화려한 출세를 꿈꾸는 혜진은 친구 영미의 설득으로 영화에 출연하기로 한다. 한편 압구정동 문화를 취재하던 소영은 현재(최민수 분)의 카리스마적인 모습에서 우유부단한 영훈과는 다른 매력을 느끼고 접근하지만 자유분방한 현재에게 버림받는다. 8미리 작업을 통해 영훈은 혜진의 시큰둥한 반응에도 아랑곳 없이 그녀에 대한 영훈의 사랑은 깊어만 간다. 그러나 영훈은 모델 오디션에서 떨어진 혜진을 위로하기 위해 CF감독인 선배 박우삼에게 혜진의 출연을 간청하고, 곧 혜진은 CF스타로 부상한다. 그러면서 혜진과 박감독의 관계는 점차 깊어진다. 소영을 거절하고 다시 혜진에게 돌아온 현재는 혜진을 갖기 위해 혜진이 모델로 예정된 CF를 다른 모델로 바꾼다. 이를 알고 분노한 혜진은 자신을 진심으로 봐준 영훈에게 다시 돌아가 둘은 8미리 영화를 촬영한다. 영훈의 8미리 영화 시사회날 현재는 혜진을 납치해 자신과 해외로 떠나자고 제안하고, 이를 알게 된 영훈은 혜진을 찾기 위해 달려온다. 방에 혜진을 가둔 현재는 영훈과 술내기를 해 일부러 진 척을 하며 둘을 사랑하게 놓아준다. 

## 캐스팅
- 최민수 : 조현재 역
- 엄정화 : 오혜진 역
- 홍학표 : 장영훈 역
- 채해지 : 민소영 역
- 최주봉 : 탁 사장 역
- 이광수 : 박 감독 역
- 허준호 : 경태 역
- 최경진 : 국영 역
- 박상희 : 영미 역
- 이남정 : 수정 역
- 곽지은 : 복희 역
- 이민선 : 화경 역
- 이정예 : 미혜 역
- 노석래 : 용하 역
- 이희구 : 리포터 역
- 이두일 : 방송국 PD 역
- 이재림 : 구성 작가 역
- 박동현 : 캐스팅 디렉터 역
- 김성렬 : 사나이 1 역
- 김충하 : 사나이 2 역
- 이선애 : 성형외과 여자 1 역
- 탁완미 : 성형외과 여자 2 역
- 윤태희 : CF 행인 1 역
- 신민주 : CF 행인 2 역
- 송용근 : 그랜져 운전사 역
- 정성진 : 가라오케 감독 역
- 방선우 : 폭주족 1 역
- 배상철 : 폭주족 2 역
- 배병수
- 신해철

## 수상
- 1993년 제17회 황금촬영상 시상식
  - 신인연기상 엄정화